# 美栄橋郵便局
美栄橋郵便局（みえばしゆうびんきょく）は、沖縄県那覇市久茂地にある郵便局。民営化前の分類では無集配普通郵便局であった。局番号は70059。

## 概要
住所：〒900-0015 沖縄県那覇市久茂地1丁目1-1
パレットくもじの1階にあり、デパートリウボウからも直接入ることができる。また、2階（真上に位置するが、局内から直接階段で移動できない）にはかつてギャラリーがあり、写真展や法律相談会など各種催しに使用されていたが、2010年にゆうちょ銀行那覇支店のローカウンターとお客様ロビーに改装されるとともに、ATM2台が1階から移設された。なお、1階にもゆうちょ銀行那覇支店クイックカウンターとATM2台が残されており、引き続きゆうちょ銀行の取引が可能である。この改装により、1階は従来通り郵便局とゆうちょ銀行両方のロゴが表示されているが、2階はゆうちょ銀行ロゴだけとなった。

### 併設施設
- ゆうちょ銀行那覇支店：取扱店番号700590 - 沖縄県内で唯一の同行直営店であり、県内全域を受け持つ統括店である。

## 沿革
- 1955年（昭和30年）6月10日 - 開局。
- 1972年（昭和47年）5月15日 - 沖縄返還に伴い、郵政省沖縄郵政管理事務所管轄の無集配普通郵便局[1]である美栄橋郵便局として設置[2]。
- 1998年（平成10年）9月1日 - 外国通貨の両替および旅行小切手の売買に関する業務取扱を開始。
- 2007年（平成19年）10月1日 - 民営化に伴い、併設されたゆうちょ銀行那覇支店に貯金関係業務を移管。
- 2012年（平成24年）10月1日 - 日本郵便株式会社発足。

## 取扱内容

### 美栄橋郵便局
- 郵便（風景印あり）、印紙、ゆうパック、内容証明
- 生命保険、バイク自賠責保険

### ゆうちょ銀行那覇支店
- 貯金、貸付、為替、振替、振込、国際送金、外貨両替、トラベラーズチェック、国債、投資信託、確定拠出年金、変額年金保険
- ATM

## 周辺
- 沖縄県庁
- 那覇市役所
- 沖縄銀行本店
- 琉球銀行本店

局名の由来となった美栄橋やゆいレールの美栄橋駅からは1kmほど離れている（美栄橋駅の最寄りの郵便局は那覇久茂地（くもじ）郵便局であり、パレットくもじ内にある当局と混同しやすい）。開局当時、現在の久茂地一帯は「美栄橋町」だったため。

## アクセス
- 沖縄都市モノレール線（ゆいレール）県庁前駅から徒歩約4分（駅よりパレットくもじへ連絡通路あり）
- 那覇バス、東陽バス、沖縄バス、琉球バス交通 県庁北口停留所、もしくはパレットくもじ前停留所下車
- 沖縄自動車道 那覇ICから西へ約5km
- 駐車場あり：4台